# جورجيا ويلسون
جورجيا ويلسون (بالإنجليزية: Georgia Wilson)‏ هي لاعب هوكي الحقل أسترالية، ولدت في 20 مايو 1996.